# Нумейское соглашение
Нуме́йское соглаше́ние (фр. Accord de Nouméa) — соглашение, подписанное между сторонниками и противниками независимости Новой Каледонии и французским правительством в 1998 году. Названо по месту подписания — столице территории городу Нумеа.

## История
Пик национально-освободительной борьбы канаков — коренного населения Новой Каледонии — пришёлся на 1980-е годы, и в конце этого десятилетия были подписаны Матиньонские соглашения. Текст этого договора предполагал десять лет перемирия, во время которых Новая Каледония не должна была поднимать вопрос провозглавшения независимости от Франции. Через десять лет должен был быть подписан новый договор, и им стало Нумейское соглашение. Текст соглашения был вынесен на референдум и поддержан 71,86 % избирателей.

## Содержание
Согласно условиям соглашения, территория получила более высокую степень автономии. Одно из требований договора — если президент Новой Каледонии придерживается лоялистской позиции и не поддерживает сепаратистов, вице-президентом должен быть сторонник независимости. Соглашение подразумевало возможность проведения трёх референдумов о независимости Новой Каледонии, первый из которых прошёл в 2018 году, второй прошёл в 2020 году, а третий прошёл в 2021 году. Ни на одном из них сторонникам независимости не удалось набрать большинства голосов.

## Стороны
- Правительство Французской Республики:
  - Лионель Жоспен — премьер-министр;
  - Жан-Жак Кейранн — государственный секретарь по заморским территориям.
- Движение за Каледонию в составе Республики:
  - Жак Лафлёр — председатель Движения, депутат первого созыва и председатель Ассамблеи Южной провинции;
  - Пьер Фрожье — депутат второго созыва и первый вице-президент Южной провинции, мэр Ле-Мон-Дор;
  - Симон Луэкот — сенатор Новой Каледонии, муниципальный депутат Увеа;
  - Арольд Мартен — президент Конгресса территории, мэр Паиты;
  - Жан Лек — мэр города Нумеа;
  - Бернар Деладрьер — директор кабинета президента Ассамблеи Южной провинции Жака Лафлёра.
- Канакский социалистический фронт национального освобождения:
  - Рок Вамитан — президент Фронта;
  - Поль Неаутьин — глава Партии освобождения канаков и Национального союза за независимость, мэр Пуандимье;
  - Шарль Пиджо — член Каледонского союза;
  - Виктор Тютюгоро — представитель Прогрессивного союза Меланезии.